# Hurstville City Council
Hurstville City Council var en kommun i Australien. Den låg i delstaten New South Wales, i den sydöstra delen av landet, omkring 17 kilometer sydväst om delstatshuvudstaden Sydney. Antalet invånare var 84 859. Arean var 23,0 kvadratkilometer.
Kommunen upphörde den 12 maj 2016 då den slogs samman med Kogarah City Council och bildade det nya självstyresområdet Georges River Council.
Hurstville City Council omfattade Sydneyförorterna Earlwood, Penshurst, Mortdale, Oatley, Lugarno och Peakhurst.